# Feuerriese
Die Feuerriesen sind in der Germanischen Mythologie ein Riesengeschlecht, welches die Hauptfeinde der Asen darstellt und in den Ragnarök die Welt brennen lässt.
Die Feuerriesen sind in Muspellsheim (vgl. Niflheim) beheimatet; ihre Gruppe besteht neben ihrem Herrscher Surtr u. a. aus Logi (nicht zu verwechseln mit Loki), Glöd, Eisa, Eimyria, Eld und Muspell, wobei letzterer identisch mit Surt sein könnte.
Muspells Söhne, die nicht namentlich genannt werden, können ebenfalls zu den Feuerriesen gezählt werden. In der Germanischen Schöpfungsgeschichte werden sie genannt, noch bevor es die Urriesen Ýmir und die Kuh Auðhumbla gibt.
Surt, der als Erster gilt, ist der Sohn von Svart.
siehe auch: Frostriese, Meerriese, Sturmriese, Bergriese, Steinriese, Jöten